# クラレンス・ハウザー
クラレンス・ハウザー (Lemuel Clarence 'Bud' Houser、1901年9月25日 - 1994年10月1日)は、アメリカ合衆国の陸上競技選手。投てき種目の選手として1924年パリオリンピックと1928年アムステルダムオリンピックに出場。パリ大会では砲丸投、円盤投の2冠。アムステルダム大会の円盤投でも金メダルを獲得し、オリンピックで３つの金メダルを獲得した選手である。

## 経歴
ハウザーは、カリフォルニア州の大学に通いながら陸上競技に取り組んでいた。1920年から22年の間、カリフォルニア州の陸上競技会で砲丸投と円盤投において6つのタイトルを獲得。いずれも州の記録を更新し、史上最も優秀な成績を残した。この頃、彼はサークルの中で1回転半して円盤を投げるスタイルを確立する。この投法は後に多くの選手に取り入れられるようになった。
1924年パリオリンピックでは、砲丸投と円盤投に出場。砲丸投では14m995の記録で、同じアメリカのグレン・ハートランフト(Glenn Hartranft)らを抑え金メダルを獲得。円盤投でも46m155を投げ、フィンランドのビルホ・ニイッティマー (Vilho Niittymaa)らを抑えて金メダルを獲得し投てき種目で2冠を達成した。彼以降、投てき2種目制覇を果たした男子選手は現在までいない。
1926年4月には、ハウザーは48m20の世界新記録を達成している。
1928年アムステルダムオリンピックでは、アメリカ選手団の旗手の大役を務める。この大会では円盤投に出場し、47m32の記録で、フィンランドのアンテロ・キヴィ(Antero Kivi)らをおさえ、2大会連続の金メダルを達成した。
ハウザーは、その後歯科医として活躍した。